# Movistar Team/2015
Deze pagina geeft een overzicht van de Movistar Team-wielerploeg in  2015.

## Algemeen
Algemeen Manager: Eusebio Unzue
Ploegleiders: Eusebio Unzue, José Luis Jaimerena, José Luis Arrieta, Alfonso Galilea, José Vicente García Acosta, José-Luis Laguia
Fietsen: Canyon
Onderdelen: Campagnolo
Banden: Continental
Kopmannen: Beñat Intxausti, Nairo Quintana & Alejandro Valverde

## Transfers
| Inkomend        | Team 2014              | Uitgaand            | Team 2015             |
| --------------- | ---------------------- | ------------------- | --------------------- |
| Rory Sutherland | Tinkoff-Saxo           | Rubén Plaza         | Lampre-Merida         |
| Winner Anacona  | Lampre-Merida          | Sylwester Szmyd     | CCC Sprandi Polkowice |
| Rubén Fernández | Caja Rural-Seguros RGA | José Iván Gutiérrez | Gestopt               |
| Marc Soler      | Lizarte-AD Galibier    |                     |                       |

## Renners
| Naam                 | Geboortedatum | Nationaliteit       | Ploeg 2014             |
| -------------------- | ------------- | ------------------- | ---------------------- |
| Andrey Amador        | 29-08-1986    | Costa Rica          |                        |
| Winner Anacona       | 11-08-1988    | Colombia            | Lampre-Merida          |
| Igor Antón           | 02-03-1983    | Spanje              |                        |
| Eros Capecchi        | 13-06-1986    | Italië              |                        |
| Jonathan Castroviejo | 27-04-1987    | Spanje              |                        |
| Alex Dowsett         | 03-10-1988    | Verenigd Koninkrijk |                        |
| Imanol Erviti        | 15-18-1983    | Spanje              |                        |
| Rubén Fernández      | 01-03-1991    | Spanje              | Caja Rural-Seguros RGA |
| John Gadret          | 22-04-1979    | Frankrijk           |                        |
| Jesús Herrada        | 26-07-1990    | Spanje              |                        |
| José Herrada         | 01-10-1985    | Spanje              |                        |
| Beñat Intxausti      | 20-03-1986    | Spanje              |                        |
| Gorka Izagirre       | 07-10-1987    | Spanje              |                        |
| Jon Izagirre         | 04-02-1989    | Spanje              |                        |
| Pablo Lastras        | 20-01-1976    | Spanje              |                        |
| Juan José Lobato     | 29-12-1988    | Spanje              |                        |
| Adriano Malori       | 28-01-1988    | Italië              |                        |
| Javier Moreno        | 18-07-1984    | Spanje              |                        |
| Dayer Quintana       | 10-08-1992    | Colombia            |                        |
| Nairo Quintana       | 04-02-1990    | Colombia            |                        |
| José Joaquín Rojas   | 08-08-1985    | Spanje              |                        |
| Enrique Sanz         | 10-09-1989    | Spanje              |                        |
| Marc Soler           | 22-11-1993    | Spanje              | Lizarte-AD Galibier    |
| Rory Sutherland      | 08-02-1982    | Australië           | Tinkoff-Saxo           |
| Jasha Sütterlin      | 04-11-1992    | Duitsland           |                        |
| Alejandro Valverde   | 25-04-1980    | Spanje              |                        |
| Francisco Ventoso    | 06-05-1982    | Spanje              |                        |
| Giovanni Visconti    | 13-01-1983    | Italië              |                        |

## Overwinningen
Tour Down Under
2e etappe: Juan José Lobato
Ronde van San Luis
5e etappe (tijdrit): Adriano Malori
Trofeo Serra de Tramuntana
Winnaar: Alejandro Valverde
Ronde van Qatar
1e etappe: José Joaquín Rojas
Ruta del Sol
1e etappe (tijdrit): Javier Moreno
2e etappe: Juan José Lobato
5e etappe: Juan José Lobato
Tirreno-Adriatico
Proloog: Adriano Malori
5e etappe: Nairo Quintana
Eindklassement: Nairo Quintana
Ronde van Catalonië
2e etappe: Alejandro Valverde
5e etappe: Alejandro Valverde
7e etappe: Alejandro Valverde
Ronde van de Sarthe
3e etappe (tijdrit): Adriano Malori
Klasika Primavera
Winnaar: José Herrada
Waalse Pijl
Winnaar: Alejandro Valverde
Luik-Bastenaken-Luik
Winnaar: Alejandro Valverde
Ronde van Asturië
1e etappe: Igor Antón
2e etappe: Jesús Herrada
Eindklassement: Igor Antón
Ronde van Beieren
4e etappe (tijdrit): Alex Dowsett
Eindklassement: Alex Dowsett
Ronde van Italië
8e etappe: Beñat Intxausti
Bergklassement: Giovanni Visconti
Nationale kampioenschappen wielrennen
Groot-Brittannië - tijdrit: Alex Dowsett
Italië - tijdrit: Adriano Malori
Spanje - tijdrit: Jonathan Castroviejo
Spanje - wegrit: Alejandro Valverde
Ronde van Frankrijk
Jongerenklassement: Nairo Quintana
Ronde van Polen
Eindklassement: Jon Izagirre
Ronde van de Limousin
2e etappe: Jesús Herrada
Ronde van Spanje
4e etappe: Alejandro Valverde
Puntenklassement: Alejandro Valverde
Ronde van Poitou-Charentes
4e etappe: Adriano Malori
Ronde van de Toekomst
Eindklassement: Marc Soler
UCI World Tour 2015
Eindklassement: Alejandro Valverde
Mannen: 2003 · 2004 · 2005 · 2006 · 2007 · 2008 · 2009 · 2010 · 2011 · 2012 · 2013 · 2014 · 2015 · 2016 · 2017 · 2018 · 2019 · 2020 · 2021 · 2022 · 2023 · 2024 · 2025
Vrouwen: 2018 · 2019 · 2020 · 2021 · 2022 · 2023 · 2024 · 2025
AG2R-La Mondiale · Astana Pro Team · BMC Racing Team · Team Cannondale-Garmin · Etixx-Quick Step · FDJ · Team Giant-Alpecin · IAM Cycling · Katjoesja · Lampre-Merida · Team LottoNL-Jumbo · Lotto Soudal · Movistar Team · Orica GreenEDGE · Team Sky · Tinkoff-Saxo · Trek Factory Racing